# ČSD E 465.001 és E 465.002
A ČSD E 465.001 és a ČSD E 465.002 mozdonyok csehszlovák gyártású 1' Do 1' tengelyelrendezésű villamosmozdonyok voltak. 1927-ben gyártotta a František Křižík (villamos részek) és a ČKD (mechanikus részek). A két mozdony 1962-ben lett selejtezve.